# ریکو سیمانجونتاک
ریکو سیمانجونتاک (انگلیسی: Riko Simanjuntak؛ زادهٔ ۲۶ ژانویهٔ ۱۹۹۲ بازیکن فوتبال اهل اندونزی است.
از باشگاه‌هایی که در آن بازی کرده‌است می‌توان به باشگاه فوتبال سیمین پادانگ اشاره کرد.
وی همچنین در تیم ملی فوتبال اندونزی بازی کرده‌است.